# Rob Bell

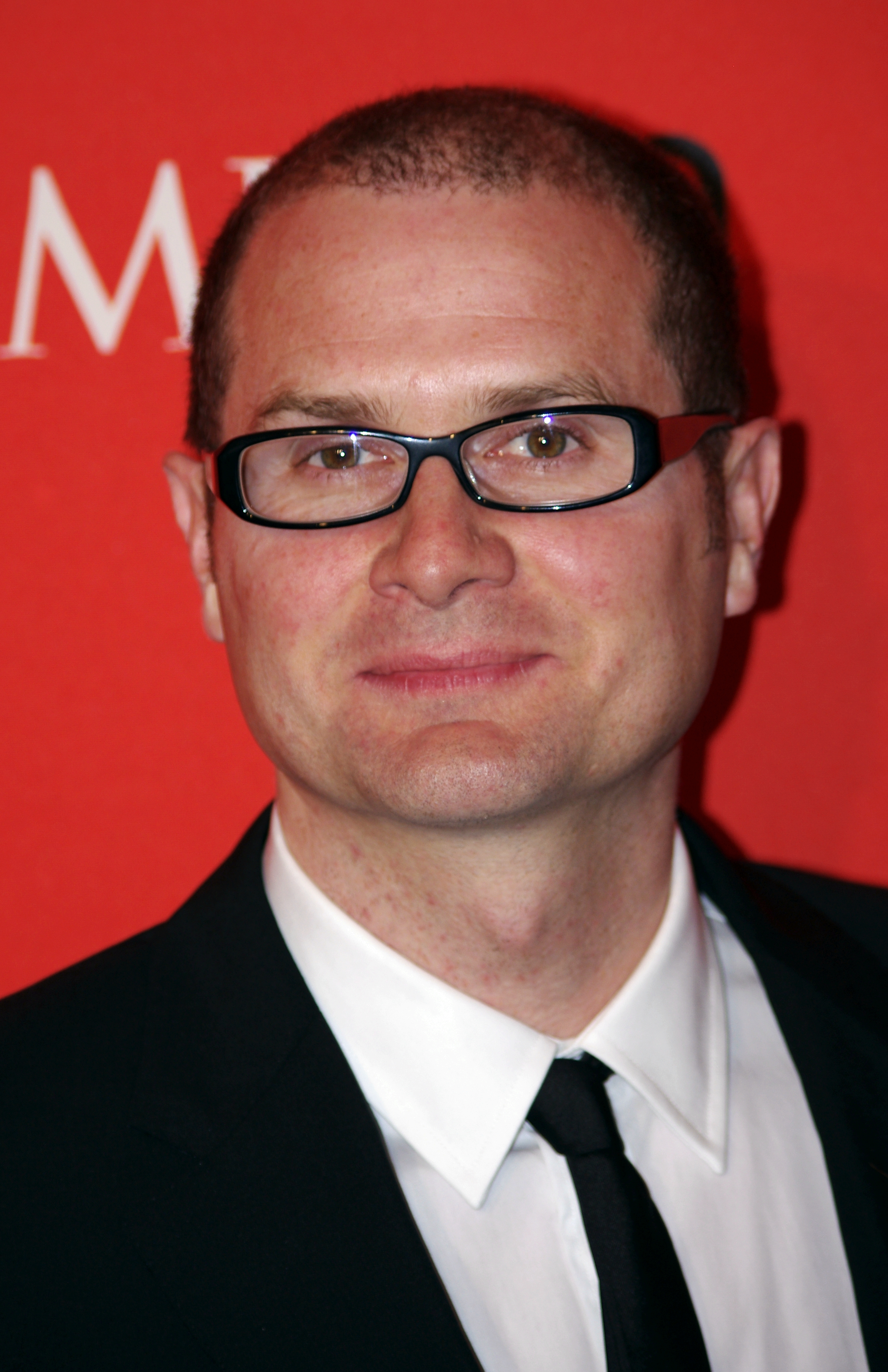
Bell im Jahr 2011 bei der Time-100-Gala

Robert Holmes „Rob“ Bell jr. (* 23. August 1970 in Ingham County) ist ein US-amerikanischer Autor und Pastor. Er gründete 1999 die Mars Hill Bible Church in Grandville, in der er bis 2012 als Pastor wirkte. Unter seiner Leitung zählte die Mars Hill Bible Church zu den am schnellsten wachsenden christlichen Kirchen in den Vereinigten Staaten. Er hat die Bücher Love Wins und Velvet Elvis verfasst, die beide auf der Bestsellerliste der New York Times geführt wurden. Bell ist der Autor und Sprecher verschiedener geistlicher Kurzfilme, die unter dem Label NOOMA veröffentlicht wurden. Das Time Magazine zählte ihn im Jahr 2011 zu den 100 einflussreichsten Persönlichkeiten der Welt.

## Leben

### Ausbildung und Gemeindedienst
Bell ist der Sohn des Bundesrichters Robert Holmes Bell, der von Ronald Reagan nominiert wurde. Er wuchs in einem traditionellen, christlichen Umfeld auf.
Bell besuchte das Wheaton College. Während seiner Studienzeit am Wheaton College teilte er sich ein Zimmer mit Ian Eskelin, dem Leadsänger der christlichen Rockband All Star United. Zusammen mit seinen Freunden Dave Houk, Brian Erickson, Steve Huber und Chris Fall gründete er eine Independence-Rock-Band mit dem Namen „_ton bundle“, die an Gruppen wie R.E.M. oder die Talking Heads erinnerte. In dieser Zeit schrieb die Band das Lied „Velvet Elvis“, das auch Bezug nimmt auf ein „Velvet Elvis“-Gemälde (eine als kitschig geltende Darstellung von Elvis Presley auf Samt), ebenso wie Bells erstes Buch Velvet Elvis: Repainting the Christian Faith.
Er schloss 1992 sein Studium in Wheaton mit dem Bachelor ab und unterrichtete danach Wasserskifahren im Honey Rock Sommercamp des Colleges, wo er wöchentlich rund 30 Dollar verdiente. Während dieser Zeit bot er an, die Camp-Betreuer mit einer christlichen Botschaft zu unterrichten, als man keinen Pastor dafür finden konnte. Bell dozierte über das Thema Erholung, worauf er von verschiedenen Leuten ermutigt wurde, das Unterrichten zu seinem Beruf zu machen.
Um seinem Ruf zum Lehrer zu folgen, zog er nach Pasadena um und erwarb den Master of Divinity am Fuller Theological Seminary. Nach eigenen Aussagen bekam er dort nie gute Noten im Fach Predigen, weil er immer nach innovativen Möglichkeiten gesucht habe, um seine Ideen zu vermitteln. Während seiner Studienzeit am Fuller Theological Seminary war er Volontär in der Jugendarbeit der Lake Avenue Church. Dennoch besuchte er gelegentlich die Christian Assembly in Eagle Rock, die ihn und seine Frau dazu veranlasste danach zu fragen, wie eine neue Form von Kirche aussehen könne.
Zwischen 1995 und 1997 gründete er die Band Big Fil, die insgesamt zwei Alben veröffentlichte; das erste Album erschien unter dem Namen der Gruppe, das zweite Album unter dem Namen „Via De La Shekel“. Bell bezeichnet den Stil der Musik selbst als „Northern Gospel“, was auch der Titel eines Liedes auf dem zweiten Album ist. Nachdem Big Fil nicht mehr auftraten, verfolgte Bell noch zwei weitere Projekte unter dem Namen „Uno Dos Tres Communications volume 1 and 2“, die beide dem Sound und Stil von Big Fil ähnlich waren.

### Mars Hill Bible Church
Bell und seine Frau zogen von Kalifornien nach Grand Rapids, um in der Nähe ihrer Familien zu sein und folgten damit auch einer Einladung, bei Pastor Ed Dobson zu studieren. Dobson verrichtete einen Großteil der Predigtdienste in den Samstagabendgottesdiensten der Calvary Church. Bell kündigte an, einen neuen Zweig der Gemeinde zu gründen und eine neue Gemeindeform zu schaffen. Die Gemeinde sollte den Namen Mars Hill erhalten, in Anlehnung an die Stelle auf dem Areopag, an der der Apostel Paulus sich in einer Rede an die Bürger Athens gewandt hatte (Apg 17,23 ).
Im Februar 1999 gründete Bell die Mars Hill Bible Church, die sich zunächst in der Sporthalle einer Schule in Wyoming versammelte. Innerhalb eines Jahres wurde der Kirche eine Shopping Mall in Grandville übereignet, wo man zusätzlich das umliegende Land erwarb. Im Juli 2000 öffnete die Gemeinde mit zunächst 3.500 Sitzplätzen. Bereits 2005 nahmen schätzungsweise rund 11.000 Personen an den beiden sonntäglichen Versammlungen teil. Im März 2011 lag die Zahl der Besucher zwischen 8.000 und 10.000. Bells Predigten in der Mars Hill Church inspirierten den in den Vereinigten Staaten bekannten „Love Wins“-Autoaufkleber, der in der Gemeinde nach den Gottesdiensten verteilt wird.
Um weiterhin ausgewogen zu leben, begeht Bell Freitage als persönlichen Sabbat; an diesen Tagen verzichtet er auf elektronische Kommunikationsmittel und nimmt in der Gemeinde keine Aufgaben als Pastor wahr. Die Januar-Ausgabe des Online-Magazins TheChurchReport.com führte Bell an Platz 10 in ihrer von den Lesern erstellten Liste der 50 einflussreichsten Christen Amerikas.

### Loslösung von der Mars Hill Bible Church
Am 22. September 2011 wurde bekanntgegeben, dass Bell die von ihm gegründete Gemeinde verlassen werde, weil er andere Felder für eine breitere Zuhörerschaft anstrebe.
Nach seinem Ausscheiden in Mars Hill hatte Bell seinen ersten größeren öffentlichen Auftritt im Juli 2012 im bekannten Nachtclub Viper Room in Los Angeles. Er veranstaltet kommerzielle Konferenzen für Führungskräfte in Laguna Beach. Er diskutiert unter anderem Spiral Dynamics als Entwicklungskonzept. Bell gibt unter anderem Lehrvideos unter dem Titel NOOMA heraus. Seit August 2005 hat er erste Bücher veröffentlicht. Er unternimmt Vortragsreisen und Buchlesungen, unter anderem zur Rechtfertigungslehre.

### Entwurf einer Talkshow
Bell und Cuse haben sich darauf verlagert, ein anderes Projekt weiterzuentwickeln, das sie selbst als „durch den Glauben gebeugte Talkshow“ bezeichnen und das von Bell präsentiert werden soll. Zwei Folgen der Show wurden im September 2012 in einem Lager im Künstlerviertel von Los Angeles aufgenommen und sollten dazu dienen, ein Band zwischen Netzwerk-Verantwortlichen zu knüpfen. Unterdessen wurde das Vorhaben als That One Show Rob Bell and Carlton Cuse Have Been Working On bezeichnet, kurzzeitig auch als The September Shows. Ein Trailer der Show wurde während dessen produziert. Auf einer der Moderationskarten war als Titel der Sendung The Rob Bell Show zu lesen. Die ersten Gäste waren Cathleen Falsani und James „Jame-o“ Primbaum, beide bekannt als Öko-Aktivisten.

## Theologische Standpunkte
In seinen Schriften sagt Bell: „Ich behaupte, Wahrheit ist überall, in jeder Religion, in jeder Weltanschauung. Wenn das wahr ist, gehört sie zu Gott.“ Dennoch bekräftigte er, dass die Bibel die maßgebliche Quelle der Wahrheit in der Theologie der Mars Hill Church sei, an der sich alle anderen Wahrheiten messen lassen müssten.
Bell: „Es handelt sich nicht um die alte Botschaft mit neuen Methoden. Wir entdecken das Christentum als eine Oster-Religion wieder, eine Lebensweise. Die gesetzesähnlichen Bilder für den Glauben vermitteln keine Lebensweise. Wir sind aufgewachsen in Kirchen, in denen die Menschen alle neun Verse kennen, die erklären, warum man nicht die Zungenrede gebrauchen soll, aber die selber niemals die überwältigende Erfahrung der Gegenwart Gottes gemacht haben.“
Sein Buch Love Wins hat unter evangelikalen Gemeinden zu erheblichen Meinungsverschiedenheiten geführt. Der Streit war Titelthema im Time Magazine und eines Gastbeitrages in der New York Times. In dem Buch kritisiert Bell, dass die Vorstellung von der Hölle als bewusste, ewige Qual als eine der zentralen Glaubenswahrheiten des Christentums gelte und ihr Verwerfen letztlich bedeute, Jesus selbst abzulehnen. Diese Vorstellung sei irreführend, giftig und untergrabe letztlich die ansteckende Botschaft Jesu von Liebe, Frieden, Vergebung und Freude, welche die Welt so dringend hören sollte. In seinem Buch beschreibt er verschiedene Ansichten über die Hölle, unter anderem einen Ansatz der Allaussöhnung. Wenngleich Bell sich nicht festlegen lassen will, erklärte er diese Position als geeignet und passend, von Christen ersehnt zu werden.
Das Buch führte zu Kontroversen innerhalb der Evangelikalen. Unter anderem aus dem Bereich der reformierten Kirchen kritisierten etwa John Piper, John F. MacArthur und David Platt die Positionen Bells. Francis Chans Buch Erasing hell (Hölle light) kann auch als konservativ-biblische Replik angesehen werden, Albert Mohler sprach von einer „theologischen Katastrophe“.
Andere Evangelikale, darunter Brian McLaren, Greg Boyd und Eugene H. Peterson, verteidigen die Ansichten Bells. Bell vertrete nicht die Auffassung der Allaussöhnung und mache sich auch sonst keine spezielle Auffassung zu eigen, er plädiere aber dafür, dass Christen dieser Frage einen Raum für Unsicherheit einräumen sollten.
Wie Jon Meacham erklärte, zeige Love Wins die Bereitschaft von Bell, lieber mit Geheimnissen zu leben, anstatt Gewissheit zu verlangen. Einige Evangelikale argumentierten, dass diese Ungewissheit nicht mit der Bibel vereinbar sei, während andere sagten, das Buch fördere einfach längst überfällige Gespräche über verschiedene traditionelle Interpretationen der Bibel.
In seinem Buch stellt Bell zudem die Frage nach der derzeitigen Theologie, die darauf fokussiert sei, Christen in den Himmel zu bringen, anstatt auf die von Gott gewollte Erneuerung und Transformation dieser Welt. Bell argumentiert für ein diesseitsorientiertes Christentum.
Bell hat sich bei der in den USA sehr umstrittenen Akzeptanz von Homosexuellen in der Kirche, wie deren Eheschließung, positiv geäußert. Damit und mit anderen Äußerungen rückt er vom tendenziell konservativen evangelikalen Mainstream ab. Bell wird dementsprechend der Evangelical left zugeordnet, die in den USA auch Red-Letter Christians genannt werden.

## Werke
- Velvet Elvis: Repainting the Christian Faith. Zondervan 2005, ISBN 0-310-26345-X.
- Sex God: Exploring the Endless Connections between Sexuality and Spirituality. Zondervan 2007, ISBN 0-310-26346-8.
- Everything is Spiritual (DVD). Zondervan 2007, ISBN 0-310-28556-9.
- The Gods Aren’t Angry (DVD). Flannel 2008, ISBN 0-310-29074-0.
- Jesus Wants to Save Christians: A Manifesto for the Church in Exile. Zondervan 2008, ISBN 0-310-27502-4.
- Drops Like Stars: A Few Thoughts on Creativity and Suffering. Zondervan 2009, ISBN 0-310-32704-0.
- Love Wins. Harper One 2011, ISBN 978-0-06-204964-3.
- What We Talk About When We Talk About God. Harper Collins 2013, ISBN 978-0-00-744846-3.
- NOOMA Videos.
- How to Be Here: A Guide to Creating a Life Worth Living. HaperOne 2016, ISBN 978-0062356291.

Übersetzungen ins Deutsche:
- Jesus unplugged. Authentisch gelebtes Christsein der heutigen Generation im 21. Jahrhundert. Brunnen Verlag, Gießen 2006, ISBN 978-3-7655-1974-1.
- Sex. Gott: Worum es eigentlich geht. Brunnen Verlag, Gießen 2008, ISBN 978-3-7655-1976-5.
- Velvet Elvis: Ein neues Bild des Glaubens malen. Brunnen Verlag, Gießen 2012, ISBN 978-3-7655-4171-1.
- Das letzte Wort hat die Liebe. Brunnen Verlag, Gießen 2013, ISBN 978-3-7655-4186-5.
- Mit dir. Für dich. Vor dir.: Was Gott ist. Und was nicht. Gerth Medien, Asslar 2015, ISBN 978-3-9573-4066-5.
- Die Bibel – faszinierend, einzigartig und voller Geheimnisse. Gerth Medien, Asslar 2018, ISBN 978-3-95734-516-5.